# Dasypodia cymatodes
Dasypodia cymatodes är en fjärilsart som beskrevs av Achille Guenée 1852. Dasypodia cymatodes ingår i släktet Dasypodia och familjen nattflyn. Inga underarter finns listade i Catalogue of Life.

## Bildgalleri

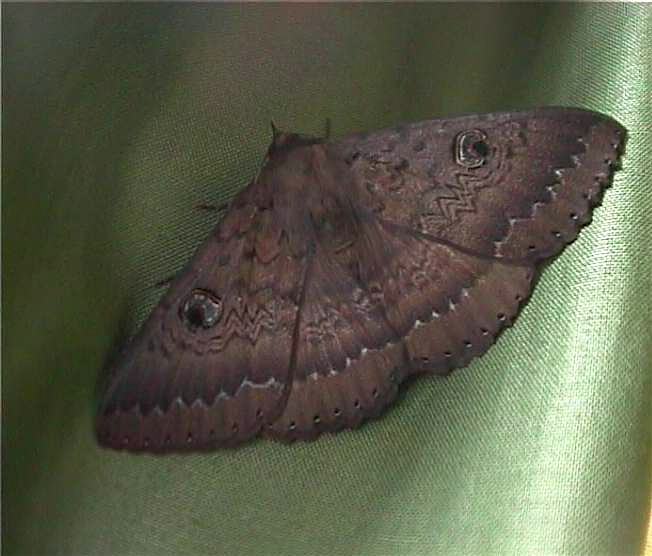
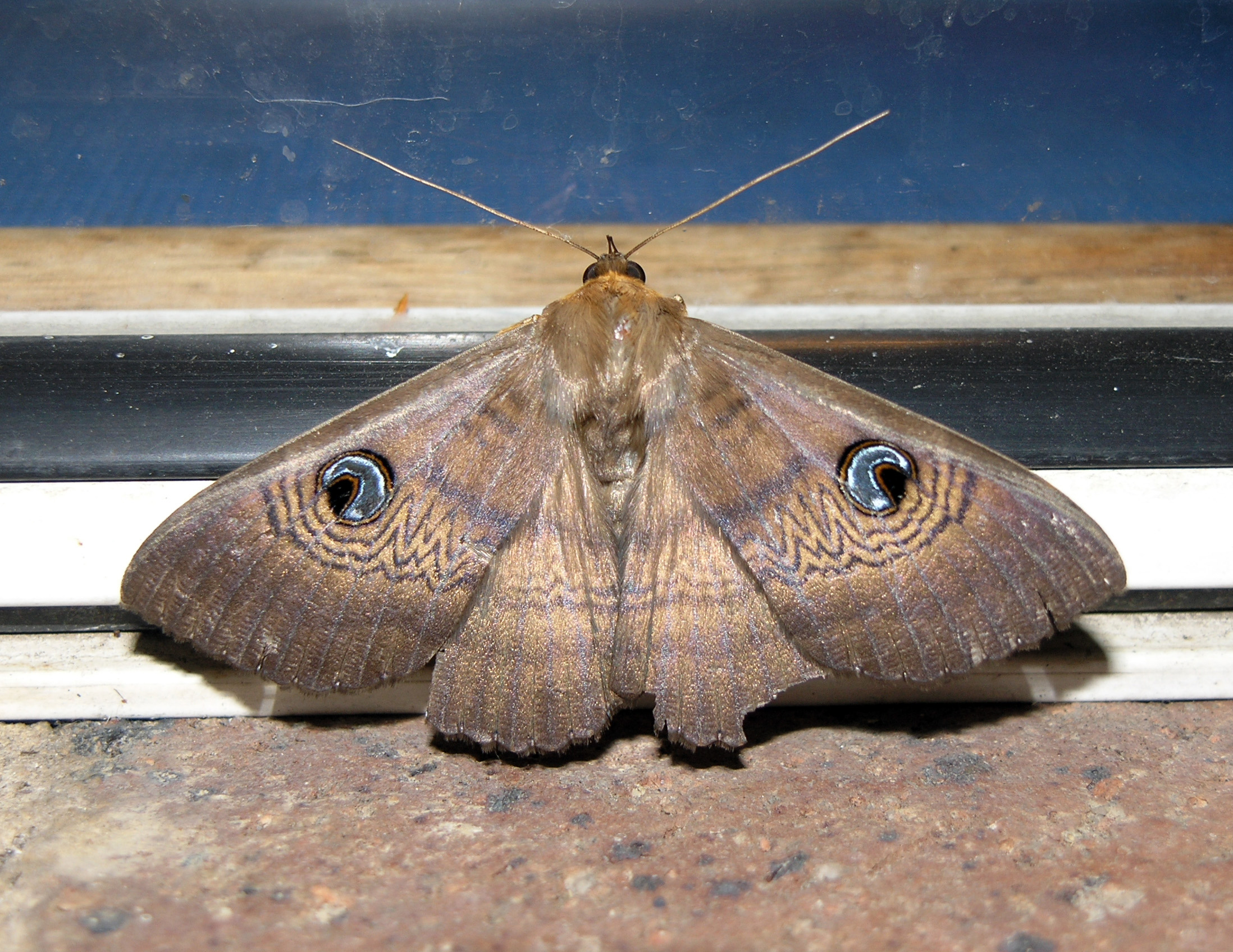
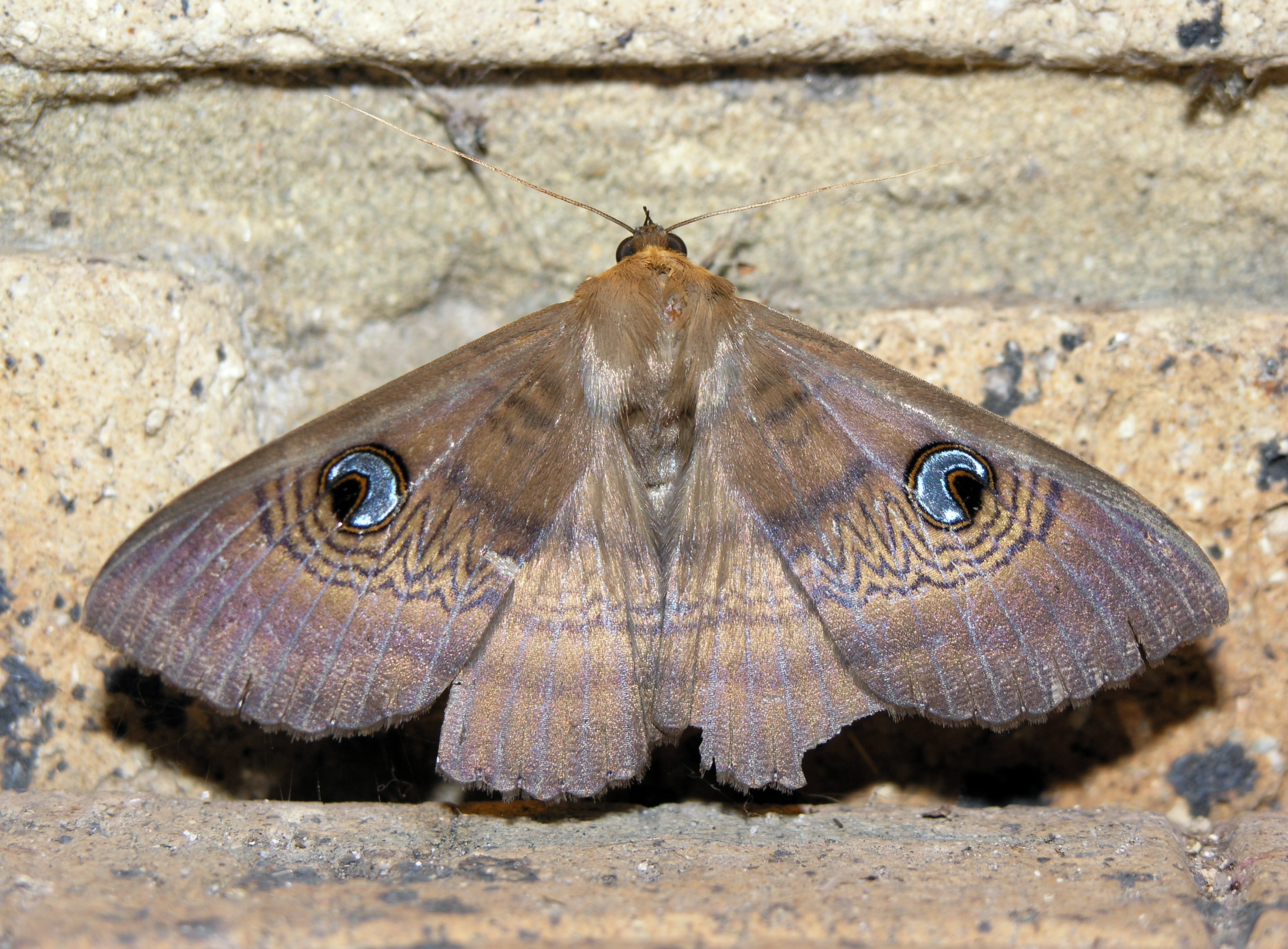